# Кохань
Кохань, Кохані (рум. Cohani) — село у повіті Біхор в Румунії. Входить до складу комуни Абрам.
Село розташоване на відстані 429 км на північний захід від Бухареста, 45 км на північний схід від Ораді, 108 км на північний захід від Клуж-Напоки.

## Населення
За даними перепису населення 2002 року у селі проживали 128 осіб.
Національний склад населення села:
| Національність | Кількість осіб | Відсоток |
| -------------- | -------------- | -------- |
| румуни         | 114            | 89,1%    |
| угорці         | 14             | 10,9%    |

Рідною мовою назвали:
| Мова      | Кількість осіб | Відсоток |
| --------- | -------------- | -------- |
| румунська | 114            | 89,1%    |
| угорська  | 14             | 10,9%    |